# Danh sách nhà vô địch đai WWE SmackDown Tag Team

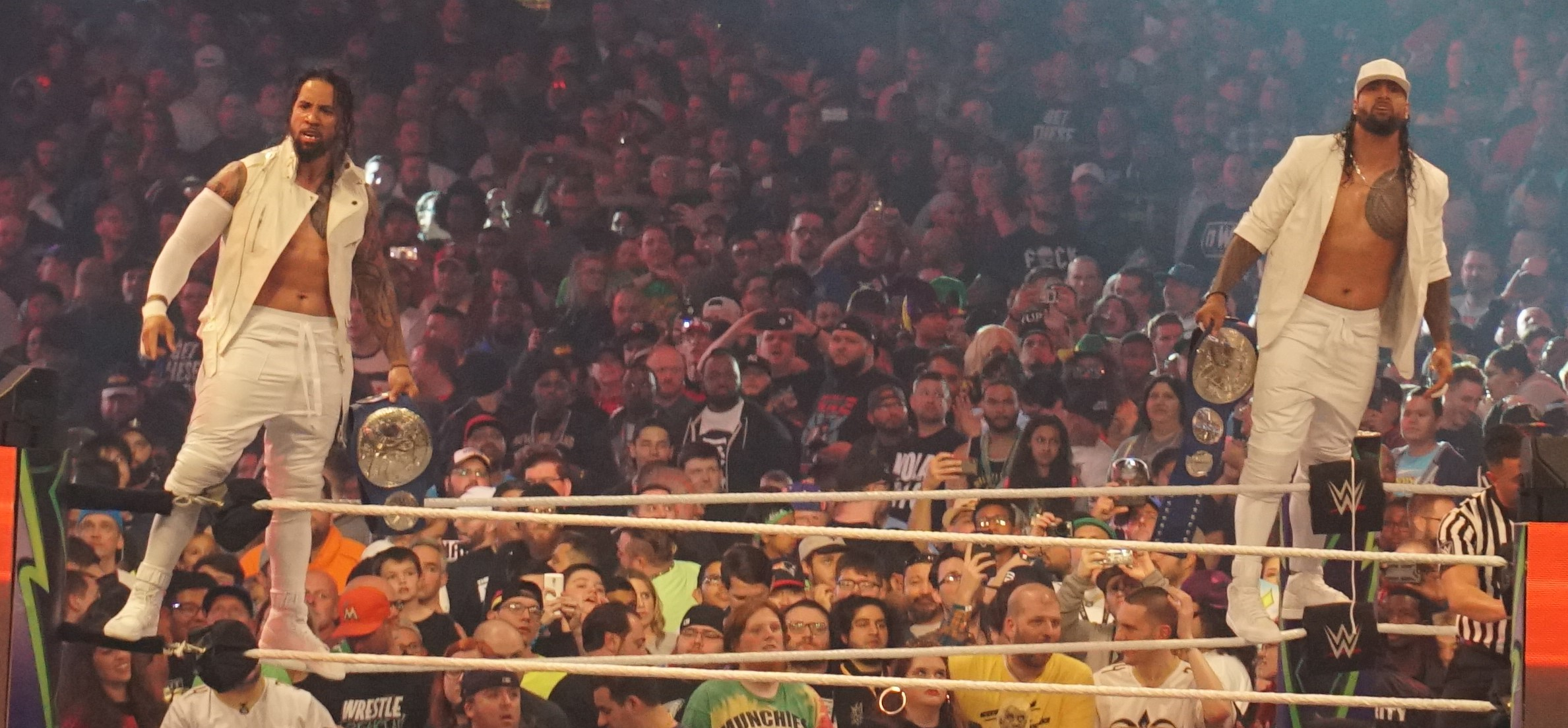
Những nhà vô địch hiện tại và năm lần giành đai là The Usos (Jey Uso và Jimmy Uso); họ cũng nắm giữ kỷ lục giữ đai này lâu nhất trong lần thứ ba họ giữ đai với 182 ngày và có tổng số ngày giữ đai kết hợp lâu nhất với 427+ ngày.

Đai WWE SmackDown Tag Team Championship là một chức vô địch dành cho nội dung đồng đội nam thế giới được công ty đấu vật chuyên nghiệp Hoa Kỳ WWE tạo ra và phát triển. Đai được giới thiệu với khán giả lần đầu tiên trong SmackDown Live! ngày 23 tháng 8 năm 2016. Mục đích đai được tạo ra là để cân đối với đai WWE Tag Team Championship vốn đã trở thành độc quyền cho thương hiệu Raw kể từ sau sự kiện WWE Draft 2016 và sau đó đổi tên thành WWE Raw Tag Team Championship.
Đai vô địch thường đổi chủ trong các trận đấu vật chuyên nghiệp, trong đó các đô vật biểu diễn y chang kịch bản, đã biết trước kết quả chứ không phải đấu thật. Những nhà vô địch đầu tiên là Heath Slater và Rhyno; họ giành đai trong trận chung kết giải đấu tại Backlash vào ngày 11 tháng 9 năm 2016. The Usos (Jey Uso và Jimmy Uso) là những nhà vô địch hiện nay, đây là lần thứ năm họ giành đai (cả khi là một đội lẫn cá nhân đô vật). Họ đánh bại đội của Rey Mysterio và Dominik Mysterio vào ngày 18 tháng 7 năm 2021 trong phần trước Kick-off tại Money in the Bank.
Tính đến ngày 24 tháng 03 năm 2025, đã có 26 lần vô địch bao gồm 16 đội và 30 đô vật khác nhau và một lần bỏ trống. Heath Slater và Rhyno là những nhà vô địch đầu tiên. Kofi Kingston và Xavier Woods từ nhóm New Day lập kỷ lục nhiều lần giành đai nhất với 7 lần, cả khi là một đội lẫn cá nhân đô vật, và lần thứ bảy nhóm vô địch đai cũng là lần giữ đai ngắn nhất với 3 ngày (WWE chỉ công nhận 2 ngày). Trong sáu lần đầu tiên nhóm giành đai, Big E cũng được công nhận đồng vô địch thông qua Luật Freebird. Lần thứ ba The Usos (Jey Uso và Jimmy Uso) giữ đai là lần giữ đai lâu nhất với 182 ngày, và nhóm cũng có tổng số ngày giữ đai kết hợp lâu nhất với 427+ ngày. Nhà vô địch lớn tuổi nhất là Shane McMahon, vô địch đai ở tuổi 49; còn trẻ nhất là Dominik Mysterio giành đai khi 24 tuổi.

## Danh sách
| Lần      | Số lần giữ đai của đội vô địch được liệt kê cụ thể     |
| Địa điểm | Thành phố mà đội vô địch giành được danh hiệu          |
| Sự kiện  | Sự kiện mà đội vô địch giành được danh hiệu            |
| †        | Chỉ sự thay đổi danh hiệu không được công nhận bởi WWE |
| +        | Chỉ đội giữ đai hiện tại được thấy đổi hằng ngày       |

| Thứ tự | Đội đô vật                                              | Lần | Ngày                 | Số ngày giữ | Địa điểm                   | Sự kiện                          | Ghi chú | Ref.        |
| ------ | ------------------------------------------------------- | --- | -------------------- | ----------- | -------------------------- | -------------------------------- | --- | ----------- |
| 1      | Heath Slater và Rhyno                                   | 1   | 11 tháng 9 năm 2016  | 84          | Richmond, Virginia         | Backlash                         | Đánh bại The Usos (Jey Uso và Jimmy Uso) trong trận chung kết giải đấu để trở thành nhà vô địch đầu tiên. | [ 2 ]       |
| 2      | Wyatt Family (Bray Wyatt, Luke Harper, và Randy Orton)  | 1   | 4 tháng 12 năm 2016  | 23          | Dallas, Texas              | TLC: Tables, Ladders & Chairs    | Bray Wyatt và Randy Orton thắng trận đấu, nhưng Luke Harper cũng được công nhận là nhà vô địch qua Luật Freebird. | [ 3 ] [ 4 ] |
| 3      | American Alpha (Jason Jordan và Chad Gable)             | 1   | 27 tháng 12 năm 2016 | 84          | Rosemont, Illinois         | SmackDown Live                   | Đây là trận đấu Four Corners Elimination, cũng bao gồm Heath Slater và Rhyno, và Usos (Jey Uso và Jimmy Uso). Luke Harper và Randy Orton đại diện Wyatt Family và bị loại cuối cùng bởi đòn đè. | [ 5 ]       |
| 4      | The Usos (Jey Uso và Jimmy Uso)                         | 1   | 21 tháng 3 năm 2017  | 124         | Uncasville, Connecticut    | SmackDown Live                   | |             |
| 5      | The New Day (Kofi Kingston, Big E và Xavier Woods)      | 1   | 23 tháng 7 năm 2017  | 28          | Philadelphia, Pennsylvania | Battleground                     | Kingston và Woods thắng trận đấu, nhưng E cũng được công nhận là nhà vô địch qua Luật Freebird. |             |
| 6      | The Usos (Jey Uso và Jimmy Uso)                         | 2   | 20 tháng 8 năm 2017  | 23          | Brooklyn, New York         | SummerSlam                       | Trận đấu được trực tiếp trên WWE Network và YouTube và là một phần của SummerSlam Kickoff show. Big E và Xavier Woods đại diện The New Day. WWE công nhận họ giữ đai được 24 ngày. |             |
| 7      | The New Day (Kofi Kingston, Big E và Xavier Woods)      | 2   | 12 tháng 9 năm 2017  | 26          | Las Vegas, Nevada          | SmackDown                        | Đây là trận Sin City Street Fight. Big E và Kingston thắng trận đấu, nhưng Woods cũng được công nhận là nhà vô địch qua Luật Freebird. |             |
| 8      | The Usos (Jey Uso và Jimmy Uso)                         | 3   | 8 tháng 10 năm 2017  | 182         | Detroit, Michigan          | Hell in a Cell                   | Đây là trận Hell in a Cell. Big E và Xavier Woods đại diện The New Day. |             |
| 9      | The Bludgeon Brothers (Luke Harper và Erick Rowan)      | 3   | 8 tháng 4 năm 2018   | 135         | New Orleans, Louisiana     | WrestleMania 34                  | Đây là trận đấu 3 người. Luke Harper và Erick Rowan thắng trận đấu sau khi đánh bại The Usos. |             |
| 10     | The New Day (Kofi Kingston, Big E và Xavier Woods)      | 3   | 21 tháng 8 năm 2018  | 56          | Brooklyn, New York         | SmackDown                        | Đây là trận không truất quyền đồng đội. Kingston và Woods thắng trận đấu, nhưng Big E cũng được công nhận là nhà vô địch qua Luật Freebird. |             |
| 11     | Cesaro và Sheamus                                       | 1   | 16 tháng 10 năm 2018 | 103         | Washington, D.C.           | SmackDown 1000                   | Big E và Woods đại diện cho New Day trong trận đấu. |             |
| 12     | The Miz và Shane McMahon                                | 1   | 27 tháng 1, 2019     | 21          | Phoenix, AZ                | Royal Rumble                     | |             |
| 13     | The Usos (Jey Uso và Jimmy Uso)                         | 4   | 17 tháng 2, 2019     | 53          | Houston, TX                | Elimination Chamber              | |             |
| 14     | The Hardy Boyz (Matt Hardy và Jeff Hardy)               | 1   | 9 tháng 4, 2019      | 21          | Brocklyn, NY               | SmackDown                        | |             |
| –      | Bỏ trống                                                | –   | 30 tháng 4, 2019     | –           | Columbus, OH               | SmackDown                        | The Hardy Boyz phải bỏ đai do Jeff Hardy bị chấn thương đầu gối phải phẫu thuật. |             |
| 15     | Daniel Bryan và Rowan (2)                               | 1   | 7 tháng 5, 2019      | 68          | Louisville, KY             | SmackDown                        | Đánh bại The Usos (Jey Uso và Jimmy Uso) để giành đai đang bỏ trống. |             |
| 16     | New Day (Big E, Kofi Kingston và Xavier Woods)          | 4   | 14 tháng 7, 2019     | 63          | Philadelphia, PA           | Extreme Rules                    | Đánh bại Daniel Bryan và Rowan & The Heavy Machinery (Otis và Tucker) trong trận Triple Threat. Big E và Woods thắng trận đấu. Lúc này, Kingston đang là nhà vô địch WWE nên từ chối đồng vô địch. Nhưng trong lần thứ sáu nhóm này giành đai tháng 4 năm 2020, Kingston cũng được công nhận giữ đai theo Luật Freebird. |             |
| 17     | The Revival (Scott Dawson và Dash Wilder)               | 1   | 15 tháng 9, 2019     | 54          | Charlotte, NC              | Clash of Champions               | Đánh bại Big E và Xavier Woods của New Day. |             |
| 18     | New Day (Big E, Kofi Kingston và Xavier Woods)          | 5   | 8 tháng 11, 2019     | 111         | Manchester, Anh            | SmackDown                        | Big E và Kingston thắng trận đấu. Lúc này Woods bị chấn thương nên không giữ đai. Nhưng trong lần thứ sáu New Day giành đai, Woods cũng được công nhận đồng vô địch theo Luật Freebird. |             |
| 19     | The Miz (2) và John Morison                             | 1   | 27 tháng 2, 2020     | 50          | Riyadh, Ả Rập Xê Út        | Super Show-Down                  | Đánh bại Big E và Kingston của New Day. |             |
| 20     | New Day (Big E, Kofi Kingston và Xavier Woods)          | 6   | 17 tháng 4, 2020     | 93          | Orlando, FL                | SmackDown                        | Big E (đại diện cho New Day) đánh bại Jey Uso (đại diện cho The Usos), và The Miz (đại diện cho chính anh vac John Morison) trong trận Triple Threat. Big E đánh bại Miz để giành đai. Lúc này Woods không hoạt động do chấn thương nhưng vẫn được công nhận đồng vô địch theo Luật Freebird.                            |             |
| 21     | The Artist Collective (Shinsuke Nakamura và Cesaro (2)) | 1   | 19 tháng 7, 2020     | 82          | Orlando, FL                | The Horror Show at Extreme Rules | Đánh bại Big E và Kingston trong trận Tables. |             |
| 22     | New Day (Kofi Kingston và Xavier Woods)                 | 7   | 9 tháng 10 năm 2020  | 3           | Orlando, FL                | SmackDown                        | Kingston, Woods và Big E của New Day giành đai. Tuy nhiên, Kingston và Woods được chuyển sang Raw tại WWE Draft 2020 ngay sau khi họ giành đai; tách Big E ra khỏi nhóm. Đây cũng là lần đầu tiên New Day giành đai mà không cùng Big E.                                                                                 |             |
| 23     | Street Profits (Angelo Dawkins và Montez Ford)          | 1   | 12 tháng 10, 2020    | 88          | Orlando, FL                | Raw                              | Tại WWE Draft 2020, New Day được chuyển Raw, còn Street Profits được chuyển SmackDown. Để đảm bảo hai thương hiệu vẫn có đai đồng đội, Quan chức WWE Adam Pearce đã tráo đổi hai chức vô địch. |             |
| 24     | The Dirty Dawgs (Dolph Ziggler và Robert Roode)         | 1   | 8 tháng 1 năm 2021   | 128         | St. Petersburg, FL         | SmackDown                        | |             |
| 25     | The Mysterious (Rey Mysterio và Dominik Mysterio)       | 1   | 16 tháng 5, 2021     | 63          | Tampa, FL                  | WrestleMania Backlash            | |             |
| 26     | The Usos (Jey Uso và Jimmy Uso)                         | 5   | 18 tháng 7, 2021     | 47+         | Fort Worth, FL             | Money in the Bank Trước Kick-off | |             |

## Tổng số ngày giữ đai kết hợp

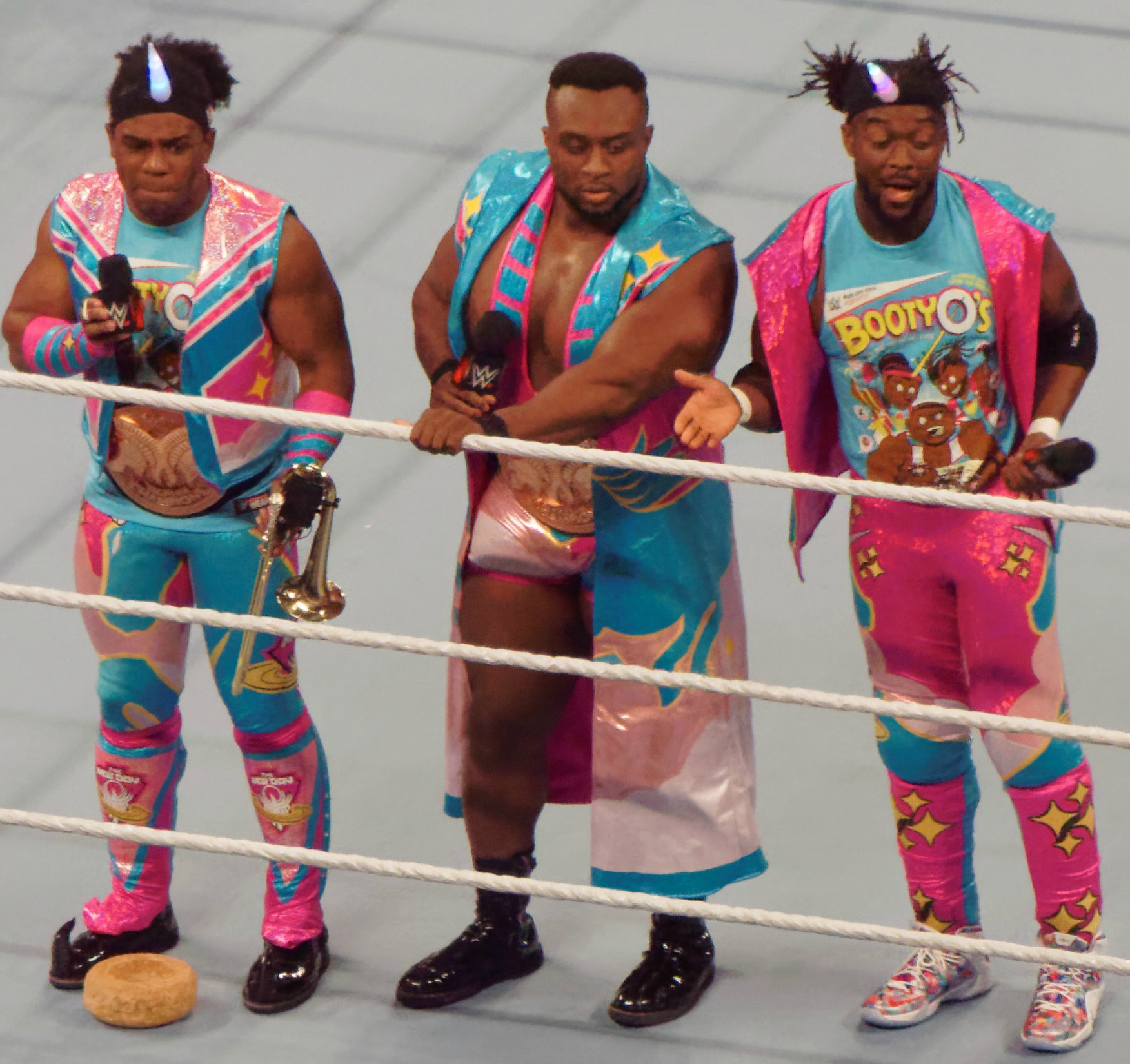
New Day là nhóm lập kỷ lục 7 lần giành đai này: Xavier Woods (phải) và Kofi Kingston (trái) là có tổng tất cả 7 lần giữ đai, nhưng Big E (giữa) chỉ được công nhận giành đai 6 lần theo Luật Freebird cho đến khi bị tách khỏi nhóm tại sự kiện WWE Draft 2020

Tính đến ngày 24tháng 3 năm 2025.

### Theo đội
| † | Ký hiệu chỉ nhà vô địch hiện nay |

| Hạng | Đội                                                                                             | Số lần | Số ngày giữ đai | Số ngày giữ đai được WWE công nhận |
| ---- | ----------------------------------------------------------------------------------------------- | ------ | --------------- | ---------------------------------- |
| 1    | The Usos (Jey Uso và Jimmy Uso) †                                                               | 5      | 427+            | 426+                               |
| 2    | New Day (Lần 1–6: Big E, Kofi Kingston, và Xavier Woods) (Lần 7: Kofi Kingston và Xavier Woods) | 7      | 380             | 373                                |
| 3    | The Bludgeon Brothers (Harper và Rowan)                                                         | 1      | 135             | 135                                |
| 4    | Dolph Ziggler và Robert Roode                                                                   | 1      | 128             | 127                                |
| 5    | The Bar (Cesaro và Sheamus)                                                                     | 1      | 103             | 102                                |
| 6    | The Street Profits (Angelo Dawkins và Montez Ford)                                              | 1      | 88              | 88                                 |
| 7    | American Alpha (Chad Gable và Jason Jordan)                                                     | 1      | 84              | 83                                 |
| 7    | Heath Slater và Rhyno                                                                           | 1      | 84              | 83                                 |
| 9    | Cesaro và Shinsuke Nakamura                                                                     | 1      | 82              | 82                                 |
| 10   | Daniel Bryan và Rowan                                                                           | 1      | 68              | 68                                 |
| 11   | Rey Mysterio và Dominik Mysterio                                                                | 1      | 63              | 62                                 |
| 12   | The Revival (Dash Wilder và Scott Dawson)                                                       | 1      | 54              | 54                                 |
| 13   | The Miz và John Morrison                                                                        | 1      | 50              | 50                                 |
| 14   | The Wyatt Family (Bray Wyatt, Luke Harper, và Randy Orton)                                      | 1      | 23              | 23                                 |
| 15   | The Hardy Boyz (Jeff Hardy và Matt Hardy)                                                       | 1      | 21              | 20                                 |
| 15   | Shane McMahon và The Miz                                                                        | 1      | 21              | 21                                 |

| Hạng | Đô vật             | Số lần | Số ngày giữ đai | Số ngày giữ đai được WWE công nhận |
| ---- | ------------------ | ------ | --------------- | ---------------------------------- |
| 1    | Jey Uso †          | 5      | 427+            | 426+                               |
| 1    | Jimmy Uso †        | 5      | 427+            | 426+                               |
| 3    | Kofi Kingston      | 7      | 380             | 373                                |
| 3    | Xavier Woods       | 7      | 380             | 373                                |
| 5    | Big E              | 6      | 377             | 371                                |
| 6    | Rowan              | 2      | 203             | 203                                |
| 7    | Cesaro             | 2      | 185             | 184                                |
| 8    | Harper/Luke Harper | 2      | 158             | 158                                |
| 9    | Dolph Ziggler      | 1      | 128             | 127                                |
| 9    | Robert Roode       | 1      | 128             | 127                                |
| 11   | Sheamus            | 1      | 103             | 102                                |
| 12   | Angelo Dawkins     | 1      | 88              | 88                                 |
| 12   | Montez Ford        | 1      | 88              | 88                                 |
| 14   | Chad Gable         | 1      | 84              | 83                                 |
| 14   | Heath Slater       | 1      | 84              | 83                                 |
| 14   | Jason Jordan       | 1      | 84              | 83                                 |
| 14   | Rhyno              | 1      | 84              | 83                                 |
| 18   | Shinsuke Nakamura  | 1      | 82              | 82                                 |
| 19   | The Miz            | 2      | 71              | 71                                 |
| 20   | Daniel Bryan       | 1      | 68              | 68                                 |
| 21   | Dominik Mysterio   | 1      | 63              | 62                                 |
| 21   | Rey Mysterio       | 1      | 63              | 62                                 |
| 23   | Dash Wilder        | 1      | 54              | 54                                 |
| 23   | Scott Dawson       | 1      | 54              | 54                                 |
| 25   | John Morrison      | 1      | 50              | 50                                 |
| 26   | Bray Wyatt         | 1      | 23              | 23                                 |
| 26   | Randy Orton        | 1      | 23              | 23                                 |
| 28   | Jeff Hardy         | 1      | 21              | 20                                 |
| 28   | Matt Hardy         | 1      | 21              | 20                                 |
| 28   | Shane McMahon      | 1      | 21              | 21                                 |